# Broken Bow Records
BBR Music Group es un sello discográfico independiente estadounidense con sede en Nashville, Tennessee. Fundada en julio de 1999 por Benny Brown, El gerente general del sello es Jon Loba.
Craig Morgan produjo el primer sencillo número uno para el sello con su éxito de 2005 «That's What I Love About Sunday». Jason Aldean ha producido la mayoría de los éxitos número uno en la discográfica, con veintiuno en total.
En 2009, Broken Bow Records lanzó una marca hermana, Stoney Creek Records. En agosto de 2015, Broken Bow lanzó otro sello de imprenta, Wheelhouse Records, con Trace Adkins y Granger Smith como los primeros artistas que lo firmaron.
BBR Music Group fue adquirido por BMG Rights Management en febrero de 2017.

## Artistas en Broken Bow Records
- Jason Aldean
- Everette
- Dustin Lynch
- Chase Rice
- Lainey Wilson

### Artistas anteriores de Broken Bow
- Sherrié Austin
- Chad Brock
- Dean Brody
- Kristy Lee Cook
- Crossin Dixon (trasladado a Stoney Creek)
- Joe Diffie
- Damon Gray
- The Great Divide
- J. Michael Harter
- Fidel Hernandez
- Joanie Keller
- Krista Marie (Holeshot)
- Jackie Lee
- Robert Lee
- Lila McCann
- Craig Morgan
- Megan Mullins (trasladado a Stoney Creek)
- Randy Owen
- Jordan Rager
- James Wesley
- Elbert West
- Blake Wise

### Artistas anteriores en Red Bow
- Chase Bryant
- Craig Campbell (trasladado a Wheelhouse)
- Brooke Eden
- David Fanning (trasladado a Stoney Creek)
- Rachel Farley
- Joe Nichols
- Kid Rock (trasladado a Wheelhouse)

## Artistas en Stoney Creek Records
- Jimmie Allen
- Adam Craig
- Lindsay Ell
- Randy Houser
- King Calaway
- Parmalee
- Walker McGuire

### Artistas anteriores en Stoney Creek
- Ash Bowers
- Crossin Dixon
- David Fanning
- Megan Mullins
- Thompson Square

## Artistas en Wheelhouse Records
- Trace Adkins
- Kristian Bush
- Craig Campbell
- LoCash
- Kid Rock
- Runaway June
- Granger Smith

### Artistas anteriores en Wheelhouse
- Walker McGuire (trasladado a Stoney Creek)

## Artistas sin asignar
- Chase Bryant
- Brooke Eden